# Estação Tribunal
Tribunal é uma estação das Linha 1 e Linha 10 do Metro de Madrid (Espanha).

## História

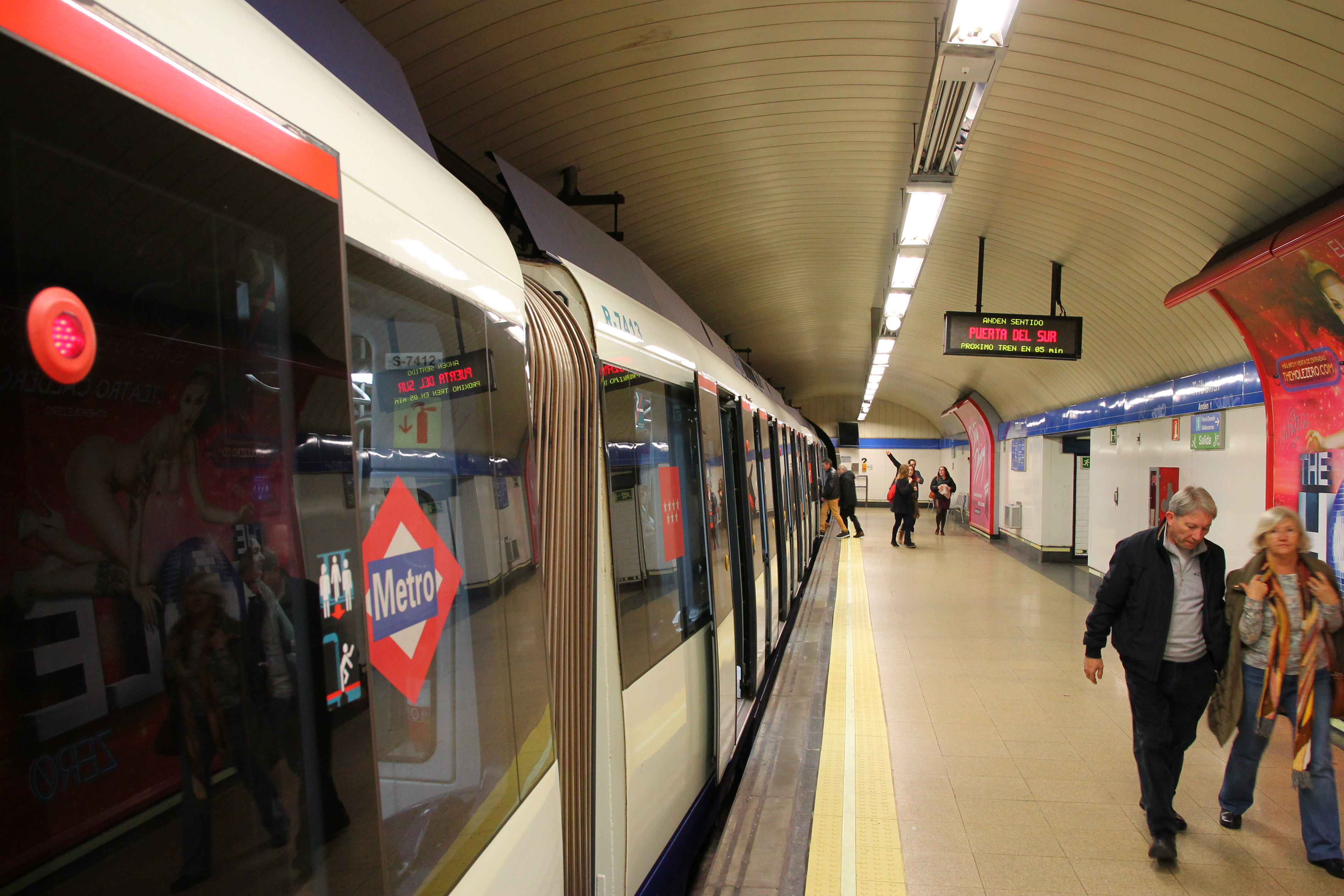
Estação Tribunal

É uma das 8 estações que pertencem ao primeiro trecho inaugurada em 17 de outubro de 1919 pelo rei Alfonso XIII entre a Estação Sol e Estação Cuatro Caminos.
O nome refere-se ao Tribunal de Cuentas del Reino, localizado na rua Fuencarral, junto ao acesso da estação.
As plataformas da linha 10 foram inauguradas em 18 de dezembro de 1981.

## Acessos
Entrada Barceló
- Barceló C/ Barceló, 2
- Fuencarral C/ Fuencarral, 78

Entrada Fuencarral
- Tribunal de Cuentas C/ Fuencarral, 81